# 末広橋梁

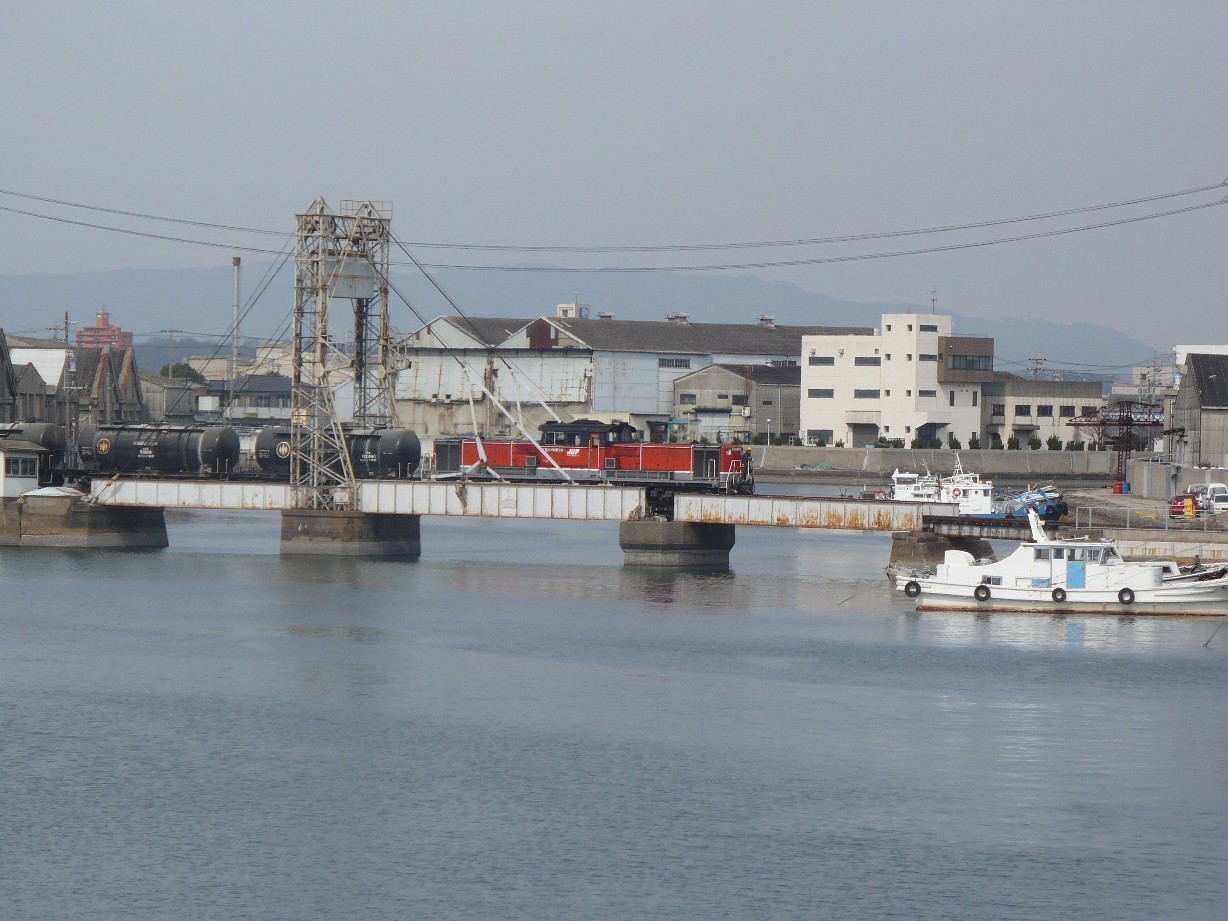
DD51形が牽引する貨物列車が横断している様子

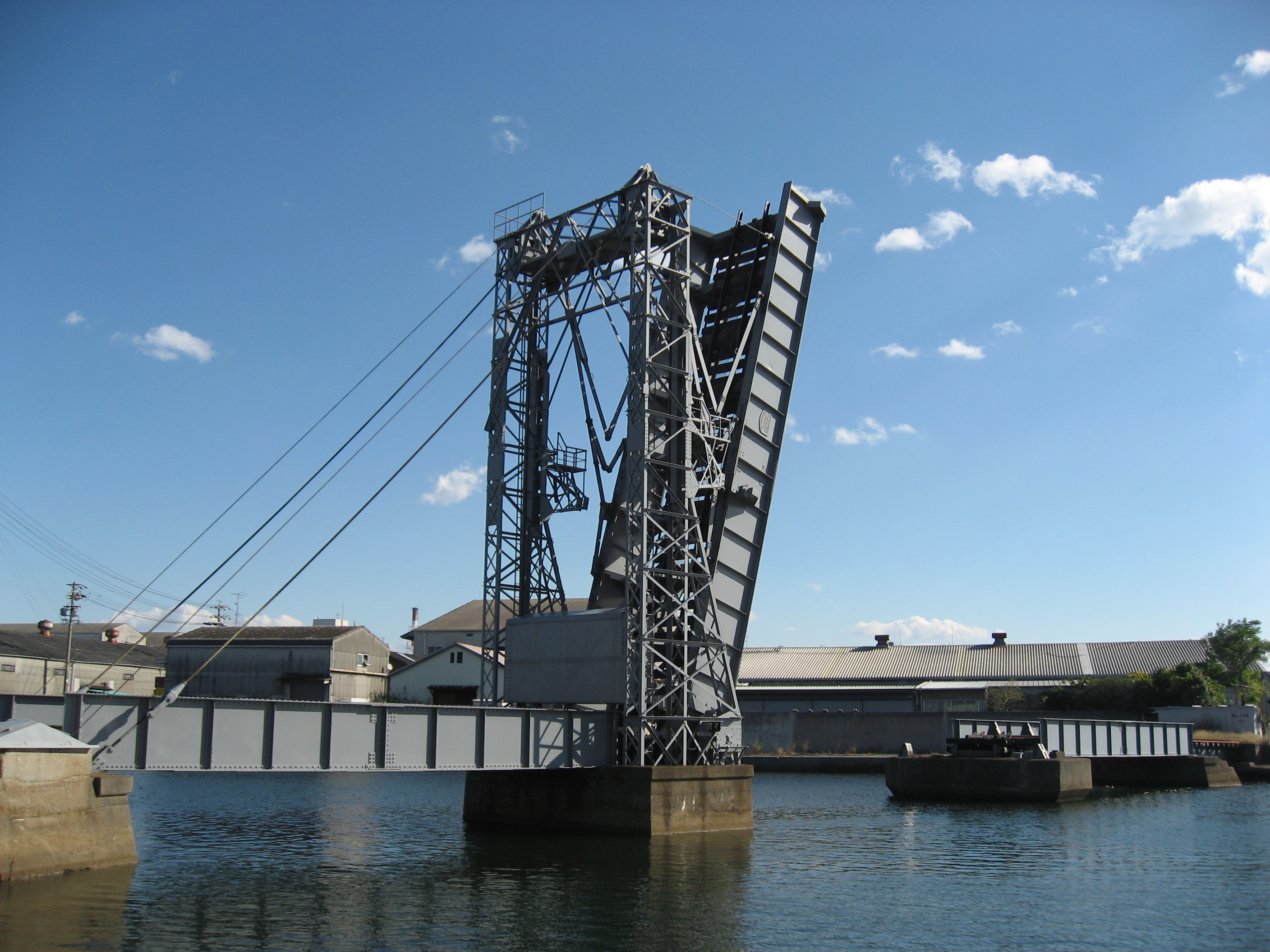
跳ね上げられている状態

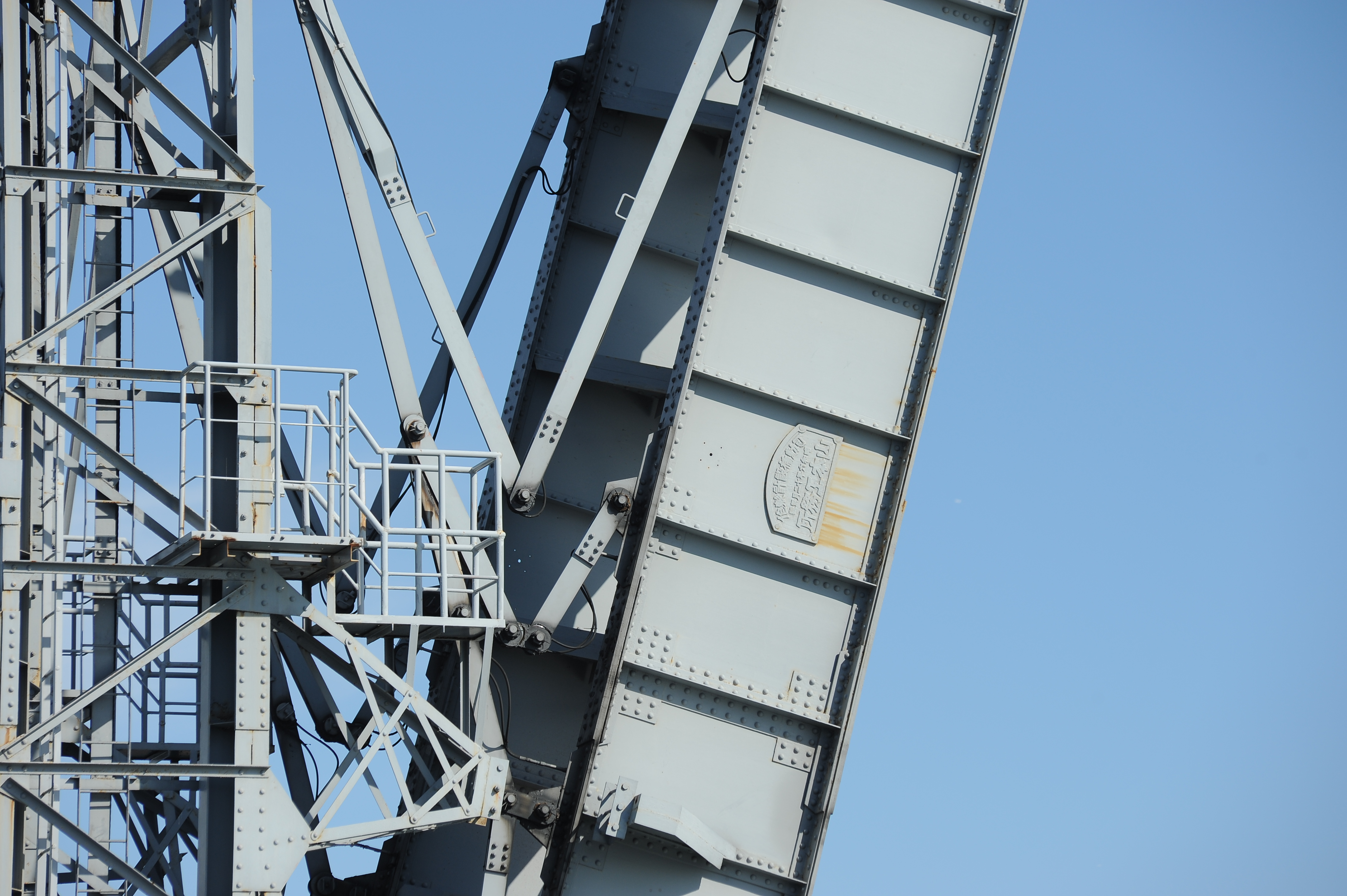
銘板部分拡大

末広橋梁（すえひろきょうりょう）は、三重県四日市市の千歳運河にかかる跳開式可動橋である。橋梁技術史上貴重な存在で、高名な橋梁技術者である山本卯太郎の設計による。可動橋として初の重要文化財指定。鉄道橋で、橋梁上には、構外側線（JR関西本線 四日市駅～四日市港）が通っている。西岸は四日市第一号埋立地であった四日市市末広町、東岸は同第二号埋立地であった千歳町となっている。

## 概要
1931年（昭和6年）12月竣工で、日本国内では現役唯一の跳開式可動鉄道橋梁である。5連の桁により構成され、1連がコンクリート桁、4連が鉄桁となっている。中央の跳開部の桁が四日市駅側（西側）を支点として、橋脚上に建つ門型鉄柱の頂部に渡されたケーブルにより持ち上がる形式である。四日市駅側にある機械室からの操作で、ウィンチで巻き上げて跳開部を動かしている。平日は通常、約80度の角度で橋が跳ね上がっていて船舶が航行できるようになっているが、列車運行時に桁が降ろされ通過が可能になる。一方、休日には常時降ろされた状態で船が通過する時のみ跳ね上げる運用となっている。上昇には約1分30秒、下降には約2分を要する。
以前は、常時橋が降りた状態で船が通過する時のみ跳ね上げる運用であったが、1999年（平成11年）4月からは平日のみ常時跳ね上げておき列車が通行する時のみ降ろす運用に変わった。巻き上げモーターとワイヤは2000年（平成12年）11月に交換されている。また下降する時の最後の1 メートルほどは手動で操作していたが、この交換の時に完全自動化されている。中部国際空港建設時は土砂輸送のために、1日12回も開閉した記録が残る。
通過する列車は、三岐鉄道三岐線 東藤原からJR関西本線 富田、四日市を経由して四日市港の太平洋セメントへセメントや土砂を運ぶ貨物列車で、2008年（平成20年）現在1日に5往復運転されている。管理は日本貨物鉄道（JR貨物）が行っているが、この路線は四日市駅構内の扱いとされており、実際の操作は関連会社の名古屋臨海鉄道へ委託されている。定時になると四日市駅より係員が自転車で駆けつける姿は有名になっている。その様子はBSフジ『明治・大正・昭和の建築～日本の近代化遺産～』の東海編で放送された。
なお、200 メートルほど南側には同じく跳開式可動橋（自動車・歩行者）である臨港橋が架かっている。鉄道橋とは逆に普段は降りていて船が通航する時に跳ね上げる運用で、また鉄道橋とは逆の四日市港側を支点に開閉する。このため船が通航する時には、2つの可動橋が並んで跳ね上げられている珍しい光景が見られる。
1998年（平成10年）12月に近代化遺産建造物として国の重要文化財に指定されている。また、2009年（平成21年）2月に経済産業省が認定する近代化産業遺産となる。
2015年（平成27年）7月24日に日本機械学会の機械遺産第70号に認定される。

## 諸元
設計製作を行った山本工務所は、大正時代にアメリカで橋梁の設計や施工を学んだ山本卯太郎の興した会社で、橋梁コンサルタントの草分けと言われた。特に可動橋を得意とし、日本貨物鉄道（JR貨物）名古屋港線可動橋など、日本全国に跳開式可動橋を架設した。中でも、この末広橋梁は、鋼索型跳上橋であり、山本の代表作。
鋼索型跳上橋は、山本式鋼索型自動平衡跳上橋、山本式跳上橋とも言う。
- 構造形式：鋼鉄製上路式および下路式プレートガーダー橋、跳開式併用（ケーブルで持ち上がる形式）
- 橋長：57.98 メートル
- 幅員：4.1 メートル
- 主塔：15.6 メートル
- 跳開部バランスウェイト：24 トン
- 跳開部桁長：17.6 メートル
- 跳開部重量：48 トン
- 竣工：1931年（昭和6年）12月
- 施工主体：鉄道省
- 設計製作：山本工務所

## 末広橋梁が登場する作品
漫画
- 『ゴルゴ13』
  - 第536話「神の鉄槌」[9]にて、ワイヤーを狙撃して跳ね上げ状態の橋桁を落とし、真下を通過したターゲットを暗殺した。